# Хронологија ДФЈ и КПЈ новембар 1945.
Хронолошки преглед важнијих догађаја везаних за друштвено-политичка дешавања у Демократској Федеративној Југославији (ДФЈ) и деловање Комунистичке партије Југославије (КПЈ), као и општа политичка, друштвена, спортска и културна дешавања која су се догодила у току новембра месеца 1945. године.
| ← октобар | ← октобар | ← октобар | ← октобар | ← октобар | ← октобар | ← октобар | ← октобар | Хронологија ДФЈ и КПЈ током 1945. године | Хронологија ДФЈ и КПЈ током 1945. године | Хронологија ДФЈ и КПЈ током 1945. године | Хронологија ДФЈ и КПЈ током 1945. године | Хронологија ДФЈ и КПЈ током 1945. године | Хронологија ДФЈ и КПЈ током 1945. године | Хронологија ДФЈ и КПЈ током 1945. године | Хронологија ДФЈ и КПЈ током 1945. године | Хронологија ДФЈ и КПЈ током 1945. године | Хронологија ДФЈ и КПЈ током 1945. године | Хронологија ДФЈ и КПЈ током 1945. године | Хронологија ДФЈ и КПЈ током 1945. године | Хронологија ДФЈ и КПЈ током 1945. године | Хронологија ДФЈ и КПЈ током 1945. године | Хронологија ДФЈ и КПЈ током 1945. године | децембар → | децембар → | децембар → | децембар → | децембар → | децембар → | децембар → |
| 1         | 2         | 3         | 4         | 5         | 6         | 7         | 8         | 9                                        | 10                                       | 11                                       | 12                                       | 13                                       | 14                                       | 15                                       | 16                                       | 17                                       | 18                                       | 19                                       | 20                                       | 21                                       | 22                                       | 23                                       | 24         | 25         | 26         | 27         | 28         | 29         | 30         |

### 11. новембар
- На територији читаве Југославије одржани избори за Уставотворну скупштину. Бирачко право имали су сви грађани са навршених 18 година без обзира на пол (ово су били први избори у Југославији у којем су учествовале и жене), расу, вероисповест, степен образовања и место становања. Из бирачких спискова претходно су били избрисани сарадници окупатора (према процени избрисано је око 2,3% бирача). Пошто су се политичке партије груписане у тзв. „Удружење опозиционих странака“ одлучиле на бојкот избора, на изборима је учествовала само листа Народног фронта Југославије, чији носилац је био Јосип Броз Тито. Гласање је вршено тако што су се бирачи опредељивали (убацивањем гумене куглице) између кутије Народног фронта и кутије без листе тзв. „ћораве кутије“.[1]

### 23. новембар
- Савезна изборна комисија објавила резултате избора за Уставотворну скупштину ДФЈ, одржаних 11. новембра, према којима је од 8.383.455 гласача на изборе изашло 7.432.469 (88,66%). Листа Народног фронта Југославије добила је 6.725.047 (90,48%), а „кутија без листе“ 707.422 (9,52%) гласова.[1]

### 29. новембар
- У Београду одржана прва заједничка седница оба дома Уставотворне скупштине — Савезне скупштине и Скупштине народа, на којем је усвојена „Декларација о проглашењу Федеративне Народне Републике Југославије“ (ФНРЈ), којом је нова држава дефинисана као савезна народна држава републиканског облика, заједница равноправних народа који су слободно изразили своју вољу да остану уједињени у Југославији. Овом одлуком Југославија је престала да буде монархија и постала федерална република, а краљ Петар II и династија Карађорђевића лишени су свих права.[1]